# Katima Mulilo
Katima Mulilo este un oraș din Namibia. Are rol de reședință a  regiunii Caprivi. Situat pe fluviul Zambezi, a fost fondat de autoritatea colonială britanică în 1935, pentru a înlocui fostul oraș german Schuckmannsburg, capitală a regiunii în timpul existenței Africii de Vest Germane. Localitatea este punct de vamă cu Zambia, traficul rutier trecând peste Katima Mulilo, inaugurat în 2004 cu ajutor financiar german. Numele localiății vine din limba SiLozi și înseamnă Stinge focul, aluzie la cascadele aflate în apropiere.